# Håvard Bøkko
Håvard Bøkko (ur. 2 lutego 1987 w Hønefoss) – norweski łyżwiarz szybki, brązowy medalista olimpijski, wielokrotny medalista mistrzostw świata oraz trzykrotny zdobywca Pucharu Świata.

## Kariera
Pierwszy sukces w karierze Håvard Bøkko osiągnął w 2005 roku, kiedy podczas mistrzostw świata juniorów w Seinäjoki zdobył brązowy medal w wieloboju. W tej samej kategorii wiekowej zdobył też złoty medal w wieloboju na mistrzostwach świata w Erfurcie w 2006 roku. W 2006 roku wystartował również na igrzyskach olimpijskich w Turynie, gdzie nie ukończył biegu na 1500 m, a wraz z kolegami z reprezentacji był czwarty w biegu drużynowym. Na rozgrywanych cztery lata później igrzyskach w Vancouver wywalczył brązowy medal w biegu na 1500 m. W zawodach tych wyprzedzili go jedynie Holender Mark Tuitert oraz Shani Davis USA. Na tych samych igrzyskach był też między innymi czwarty w drużynie i biegu na 5000 m oraz trzeci na 10 000 m. Uczestniczył także w igrzyskach w Soczi w 2014 roku, ale nie przywiózł z nich medalu.
W 2008 roku wystartował na mistrzostwach świata w wieloboju w Berlinie, zdobywając srebrny medal. Wynik ten powtarzał na mistrzostwach w Hamar (2009), mistrzostwach w Calgary (2011) i mistrzostwach w Hamar (2013), a podczas mistrzostw świata w Heerenveen w 2010 roku był trzeci. Ponadto na mistrzostwach świata na dystansach w Richmond w 2009 roku wywalczył srebrne medale na 5000 i 10 000 m, w obu przypadkach przegrywając tylko ze Svenem Kramerem z Holandii. Na rozgrywanych dwa lata później mistrzostwach świata w Inzell zwyciężył w biegu na 1500 m, a podczas mistrzostw świata w Heerenveen w 2012 roku na tym samym dystansie był trzeci. Uległ tam jedynie Denny'emu Morrisonowi z Kanady i Rosjaninowi Iwanowi Skobriewowi.
Wielokrotnie stawał na podium zawodów Pucharu Świata, odnosząc przy tym sześć zwycięstw. W sezonie 2011/2012 był najlepszy w klasyfikacji końcowej na 1500 m, w sezonach 2009/2010 i 2010/2011 był drugi, a w sezonach 2008/2009 i 2012/2013 zajmował trzecie miejsce. Ponadto w sezonach 2007/2008 i 2009/2010 zwyciężył także w klasyfikacji 5000 m/10 000 m, a sezon 2008/2009 zakończył na drugim miejscu.
Jego siostra Hege także jest panczenistką.